# アンカーボルト

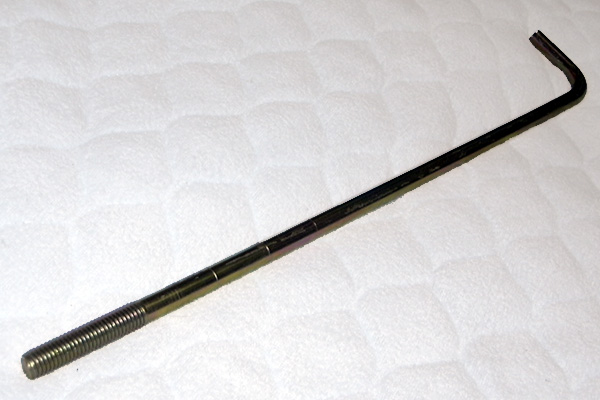
市販のアンカーボルト(M12)

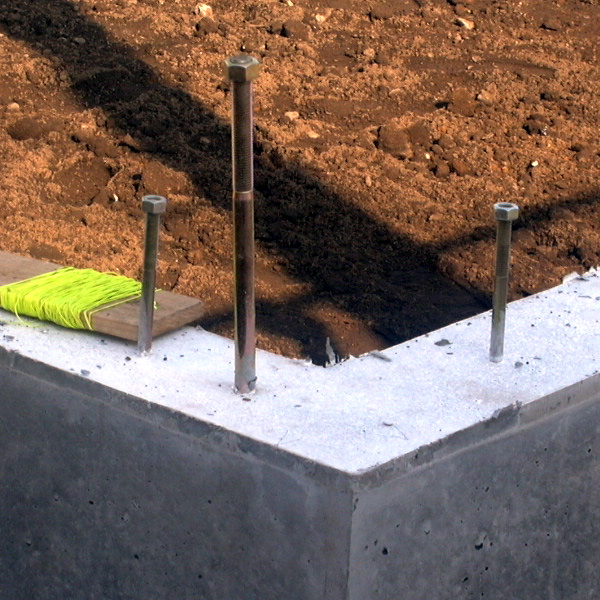
木造建築物の基礎に埋め込まれたアンカーボルト。短いのは土台用のM12、長いのはホールダウン金物用のM16。

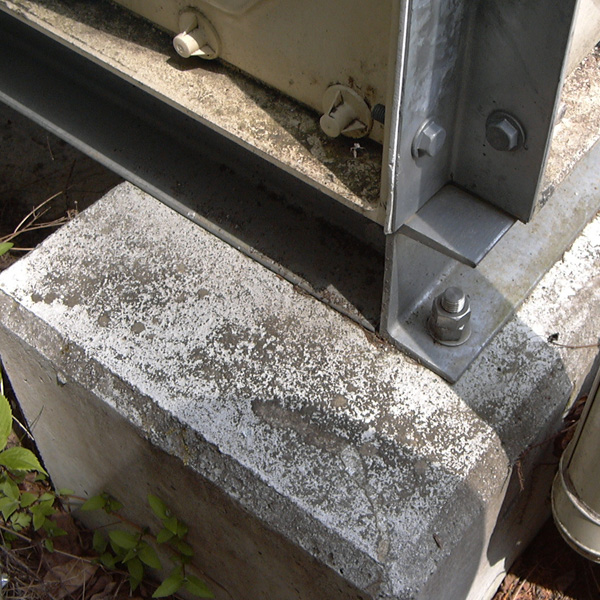
貯水タンクを基礎に固定しているアンカーボルト(画面右下)。

アンカーボルト（英語：anchor bolt）とは、木材や鋼材といった構造部材、もしくは設備機器などを固定するために、コンクリートなどの母材に埋め込んで使用するボルトのこと。
引張りやせん断に抵抗することによって、母材に取り付けられた構造部材や設備機器が、分離・浮遊・移動・転倒することを防ぐ役割をもつ。

## 主な用途
- 木造建築物の土台の固定。
- 木造建築物のホールダウン金物の固定。
- 鉄骨造建築物の鋼製柱脚の基礎コンクリートへの固定。
- 鉄筋コンクリート製の柱・梁などへのH型鋼（小梁・エレベーター部材など）の固定。
- 鉄筋コンクリート製の柱・梁・床・壁などへの設備機器固定。

## 種類と施工方法

### 埋込アンカー
先付けアンカーとも呼ばれる。コンクリート打設前に、鉄線を用いて、鉄筋に強固にアンカーボルトを結束する。鉄筋への結束だけでは位置精度が十分に出ない場合は、型枠に穴を開けてアンカーボルト固定したり、位置出し材を取り付けてそれに固定したりする。近接した複数のアンカーボルトを高精度に配置するには、あらかじめ用意した鋼板に複数の穴をあけ、アンカーボルトを差し込み、点付け溶接するなどして、複数のアンカーボルトを一体化する。いずれの場合も、埋め込み長さ、出の長さを間違えないように注意する。その後、コンクリートを流し込み、凝固するのを待つ。
- 一般建築資材として使用されるものの形状は、L型、J型などで、太さや長さは用途に応じてさまざまである。
- 材質は、一般構造用圧延鋼(JIS G 3101)のSS400・SS490、あるいは、建築構造用圧延棒鋼(JIS G 3138)のSNR400A・SNR400B・SNR490Bなどがある。
- 表面処理は、素地（無処理）のものや、電気めっきや溶融亜鉛めっきを施したものがある。
- 建築構造物や土木構造物の基礎（この場合の基礎は橋台なども入る）の場合には、コンクリート打設前に、あらかじめアンカーボルトを埋め込んでおく。この場合、アンカーボルトは鉄筋に結束するか、アンカーボルト用の架台に取り付けて固定する。

### 打ち込みアンカー
あと施工アンカーの一種で、打ち込みたい位置に指定された径と深さの穴をハンマードリルなどで開け、コンクリートの切り粉をブロワーなどで除去し、アンカーボルトを埋めるか打ち込んでから、さらにアンカーの芯か外周部を打ち込み棒を使ってハンマーで叩くと、外周部が膨らんでコンクリートに固定されるという仕組みである。内周部にメスネジが切ってあり、全ネジなどを差し込んで構造物を固定するものと、あらかじめオスネジを切ってあるボルトが外に出るようになっているものがある。
かつては火薬を用いた鋲打ち銃によって打ち込みを行っていたため、事故が多かった。そこで熟練工でなくても安全に施工できる技術として、芯棒を打ち込むだけの安全かつ簡単な施工で、しっかりと取り付けできる現在の芯棒打ち込みアンカーが開発され、「オールアンカー」という商品名で三幸商事より商品化された。

### 締付けアンカー
あと施工アンカーの一種で、取り付けたい位置に規定の径と規定以上の深さの穴を開け、切り粉をブロワーなどで除去し、アンカーボルトを埋め、アンカーのナットを規定のトルク値まで締めつけることによって固定する。

### ケミカルアンカー
あと施工アンカーの一種で、化学反応を利用した接着剤によって全ネジや、異形鋼棒を固定するものである。日本デコラックス社の商品名で、正式には接着系アンカーという。薬材が試験管のようなガラス容器やフィルムで覆われたものはカプセル型接着系アンカーとも呼ぶ。
母材にドリル、コアマシン、削岩機などで穴を開け、ブロワーで切り粉を除去し、更にケミカルブラシで孔壁の粉塵を除去、更にブロワーや集塵機で清掃したあと、ケミカルアンカーを穴に挿入。先端を斜めに切った全ネジや異形鋼棒を打ち込みあるいは回転打撃を与えて攪拌することによって化学反応が起こり硬化する。

## 基本的な設計方法
- (1)母材の破壊により決まる許容引張荷重、(2)アンカーボルトの降伏により決まる許容引張荷重、(3)母材との界面の付着破壊により決まる許容引張荷重、(4)アンカーボルトの許容せん断荷重を計算し、用途によって必要な許容引張荷重と破壊モードの検討を行う。また群効果、はしあき、へりあき、母材の状態による影響も検討しなければならない。
- アンカーボルトの引き抜き強度は、一般的に、アンカーボルトのコンクリートに接する表面積に比例し、深く埋め込むほど、また、太いアンカーボルトほど、引き抜き耐力が大きくなる。埋め込み長さは、一般的に、直径の35～40倍必要である。埋め込み長さが短いと、アンカーボルトが所定の耐力に達する前に抜けてしまい、アンカーボルト本来の強度や粘りを発揮できない。また、引き抜き強度を増大させるために、ボルトの先端を曲げたり、先端にプレートを取り付けたりする。